# 阿韦朗什-迪锡马
阿韦朗什-迪锡马是葡萄牙阿威罗区的一个堂区。总面积40.88平方公里，总人口2446人，人口密度59.8人/平方公里。